# Mellingeholms skjutfält
Mellingeholms skjutfält var ett militärt övningsfält som ligger några kilometer söder om Norrtälje i Uppland, och omedelbart väster om sjön Limmaren. Fältet tillhörde tidigare Roslagens luftvärnskår (Lv 3) som lades ner år 2000.